# عملية الحرية الدائمة

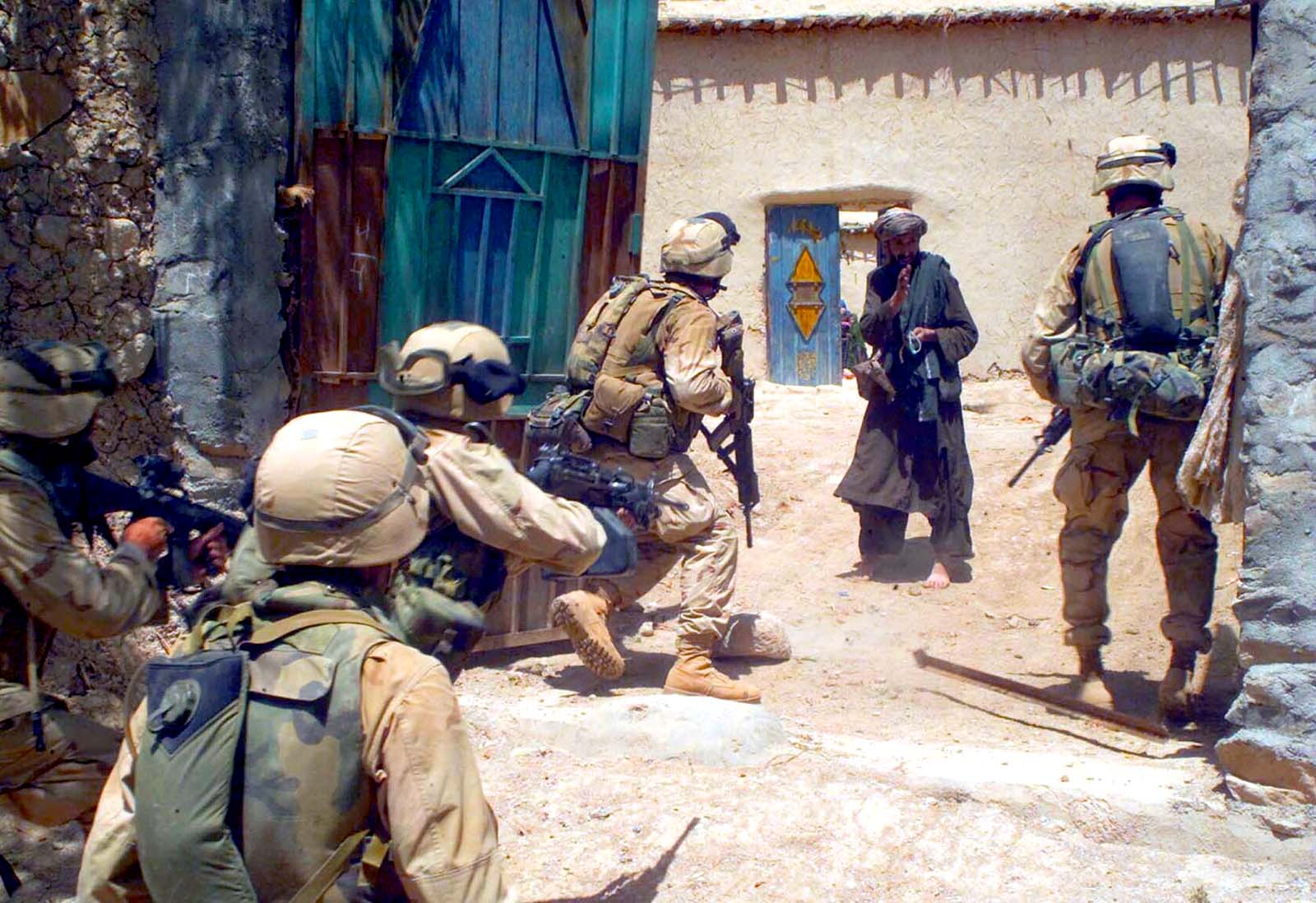
جنود المارينز في أفغانستان خلال عملية إلدورادو

عملية الحرية الدائمة هو الاسم الرسمي المستخدم من طرف حكومة الولايات المتحدة للحرب في أفغانستان، إلى جانب ثلاثة عمليات عسكرية أصغر تحت مظلة الحرب العالمية على الإرهاب.
تم اطلاق التسمية في 7 أكتوبر 2001 ، ردًا على هجمات 11 سبتمبر، أعلن الرئيس جورج دبليو بوش أن الضربات الجوية التي تستهدف القاعدة وطالبان قد بدأت في أفغانستان. تشير عملية الحرية الدائمة في المقام الأول إلى الحرب في أفغانستان، لكنها كانت أيضًا مرتبطة بعمليات مكافحة الإرهاب في بلدان أخرى، مثل عملية الحرية الدائمة - الفلبين وعملية الحرية الدائمة - عبر الصحراء.
بعد 13 عامًا، في 28 ديسمبر 2014، أعلن الرئيس باراك أوباما انتهاء عملية الحرية الدائمة في أفغانستان. العمليات اللاحقة في أفغانستان من قبل القوات العسكرية للولايات المتحدة، غير القتالية وغير القتالية، حدثت تحت اسم عملية حراسة الحرية.

## العمليات التابعة
تشير عملية الحرية الدائمة في الغالب إلى المهمة القتالية التي تقودها الولايات المتحدة في أفغانستان. تم استخدام الاسم الرمزي أيضًا لعمليات مكافحة الإرهاب في بلدان أخرى تستهدف القاعدة وبقايا طالبان، مثل عملية الحرية الدائمة الفلبين وعملية الحرية الدائمة الصحراء، بشكل أساسي من خلال وسائل التمويل الحكومية 
- عملية الحرية الدائمة (OEF)، 7 أكتوبر 2001 - 31 ديسمبر 2014. نجحت من خلال عملية حراسة الحرية.[20]
- عملية الحرية الدائمة - الفلبين (OEF-P، سابقًا عملية نسر الحرية)، 15 يناير 2002 - 24 فبراير 2015 [21][22]
- عملية الحرية الدائمة - القرن الأفريقي (OEF-HOA)
- عملية الحرية الدائمة - بانكيسي جورج [23]
- عملية الحرية الدائمة - عبر الصحراء (OEF-TS؛ التمرد في المغرب العربي (2002–حتى الآن)
- عملية الحرية الدائمة - منطقة البحر الكاريبي وأمريكا الوسطى (OEF-CCA) [24]
- عملية الحرية الدائمة - قرغيزستان، 18 كانون الأول (ديسمبر) 2001 - 3 حزيران (يونيو) 2014 [25]

## أصل التسمية
استخدمت حكومة الولايات المتحدة مصطلح «عملية الحرية الدائمة» لوصف الحرب في أفغانستان رسميًا، من الفترة ما بين 7 أكتوبر 2001 و31 ديسمبر 2014. العمليات اللاحقة في أفغانستان من قبل القوات العسكرية للولايات المتحدة، غير القتالية وغير القتالية، حدثت تحت اسم عملية حارسة الحرية.
كانت العملية تسمى في الأصل «عملية العدالة اللانهائية»، ولكن نظرًا لاستخدام عبارات مماثلة من قبل أتباع ديانات عديدة كوصف حصري لله، يُعتقد أنه تم تغييرها لتجنب الإساءة إلى المسلمين الذين يمثلون أغلبية دياناتهم في أفغانستان. في سبتمبر 2001، قد تكون ملاحظة الرئيس الأمريكي جورج دبليو بوش أن «هذه الحملة الصليبية، هذه الحرب على الإرهاب، ستستغرق بعض الوقت»، والتي أثارت انتقادات واسعة النطاق من العالم الإسلامي، ربما ساهمت أيضًا في إعادة تسمية العملية.
يشير مصطلح "OEF" عادةً إلى مرحلة الحرب في أفغانستان من 2001 إلى 2014. العمليات الأخرى، مثل برنامج برنامج جورجيا للتدريب والتجهيز، مرتبطة بشكل فضفاض أو اسمي فقط، مثل من خلال وسائل التمويل الحكومية. ومع ذلك، تركز جميع العمليات على أنشطة مكافحة الإرهاب.
كانت عملية الحرية الدائمة، التي كانت عملية مشتركة بين الولايات المتحدة والمملكة المتحدة وأفغانستان، منفصلة عن قوة المساعدة الأمنية الدولية (إيساف)، والتي كانت عملية لدول منظمة حلف شمال الأطلسي بما في ذلك الولايات المتحدة والمملكة المتحدة  تعمل بالتوازي، على الرغم من أنه قد تم اقتراح دمجها.

## ملخص
ردا على هجمات 11 سبتمبر، والعمليات القتالية المبكرة التي جرت يوم 7 أكتوبر عام 2001 لتشمل مزيجا من الضربات من البرية B-1 لانسر، B-2 الروح وB-52 ستراتوفورتيس قاذفات القنابل، القائم على الناقل F - 14 من مقاتلات توم كات وإف/إيه-18 هورنت وصواريخ توماهوك كروز التي تم إطلاقها من السفن والغواصات الأمريكية والبريطانية كانت بمثابة إشارة لبدء عملية الحرية الدائمة.
تضمنت الأهداف العسكرية الأولية لعملية الحرية الدائمة ، كما أوضحها الرئيس جورج دبليو بوش في خطابه في 20 سبتمبر أمام جلسة مشتركة للكونغرس وخطابه في 7 أكتوبر إلى البلاد، تدمير معسكرات تدريب الإرهابيين والبنية التحتية داخل أفغانستان، والاستيلاء على قيادات القاعدة ووقف الأعمال الإرهابية في أفغانستان.
في يناير 2002، تم نشر أكثر من 1200 جندي من قيادة العمليات الخاصة الأمريكية في المحيط الهادئ (SOCPAC) في الفلبين لدعم القوات المسلحة الفلبينية في مساعيها لاقتلاع القوات الإرهابية في جزيرة باسيلان. ومن بين هذه الجماعات جماعة أبو سياف والقاعدة والجماعة الإسلامية. اشتملت العملية على تدريب القوات المسلحة الفلبينية في عمليات مكافحة الإرهاب ودعم السكان المحليين بالمساعدات الإنسانية في عملية الابتسامات.
في تشرين الأول / أكتوبر 2002، استقرت فرقة العمل المشتركة 150 والقوات الخاصة العسكرية للولايات المتحدة في جيبوتي في معسكر ليمونير. وكانت الأهداف المعلنة للعملية هي تقديم مساعدات إنسانية وتسيير دوريات في منطقة القرن الأفريقي للحد من قدرات المنظمات الإرهابية في المنطقة. على غرار OEF-P، تم التأكيد على هدف المساعدات الإنسانية، ظاهريًا لمنع المنظمات المسلحة من التمكن من السيطرة بين السكان وكذلك الظهور مرة أخرى بعد إزالتها.
أما الجانب العسكري فيشمل قيام قوات التحالف بتفتيش السفن الداخلة إلى المنطقة وركوبها بحثاً عن شحنات غير مشروعة، فضلاً عن توفير التدريب والمعدات للقوات المسلحة في المنطقة. الجانب الإنساني يشمل بناء المدارس والعيادات وآبار المياه لتعزيز ثقة السكان المحليين.
منذ عام 2001، تجاوز الإنفاق التراكمي لحكومة الولايات المتحدة على عملية الحرية الدائمة 150 مليار دولارًا.

## عملية الحرية الدائمة في أفغانستان

### طالبان
استغلت طالبان فراغ السلطة بعد انسحاب السوفييت من أفغانستان بعد غزوهم، وحكمت طالبان أفغانستان من عام 1996 إلى عام 2001. دفعهم تفسيرهم المتطرف للشريعة الإسلامية إلى حظر الموسيقى والتلفزيون والرياضة والرقص، وفرض عقوبات قضائية قاسية (انظر حقوق الإنسان في أفغانستان ). كان البتر شكلاً مقبولاً من أشكال العقوبة على السرقة، ويمكن مشاهدة عمليات الإعدام العلنية في كثير من الأحيان في ملعب كرة القدم في كابول. كانت جماعات حقوق المرأة في جميع أنحاء العالم تنتقد في كثير من الأحيان حيث منعت طالبان النساء من الظهور في الأماكن العامة أو شغل العديد من الوظائف خارج المنزل. وجهوا مزيدًا من الانتقادات  عندما دمروا تماثيل بوذا في باميان، وهي تماثيل تاريخية عمرها ما يقرب من 1500 عام ، لأن تماثيل بوذا كانت تعتبر أصنامًا.
في عام 1996، انتقل السعودي أسامة بن لادن إلى أفغانستان بدعوة من زعيم التحالف الشمالي عبد الرب رسول سياف. عندما وصلت طالبان إلى السلطة، تمكن بن لادن من تشكيل تحالف بين طالبان وتنظيم القاعدة. ومن المعلوم أن المقاتلين الذين دربتهم القاعدة والمعروفون باسم اللواء 055 قد تم دمجهم مع جيش طالبان بين عامي 1997 و2001. لقد قيل أن طالبان وبن لادن على صلة وثيقة للغاية.

### عمل التحالف بقيادة الولايات المتحدة
في 20 سبتمبر 2001، صرحت الولايات المتحدة أن أسامة بن لادن كان وراء هجمات 11 سبتمبر في عام 2001. وجهت الولايات المتحدة إنذارًا من خمس نقاط لطالبان:
- تسليم كل قادة القاعدة للولايات المتحدة
- إطلاق سراح جميع الرعايا الأجانب المسجونين
- أغلق على الفور كل معسكر تدريب للإرهابيين
- تسليم كل إرهابي وداعميه إلى الجهات المختصة
- منح الولايات المتحدة حق الوصول الكامل إلى معسكرات تدريب الإرهابيين للتفتيش

في 21 سبتمبر 2001، رفضت طالبان هذا الإنذار، مشيرة إلى عدم وجود دليل في حوزتهم يربط بن لادن بهجمات 11 سبتمبر.
في 22 سبتمبر 2001، سحبت الإمارات العربية المتحدة والمملكة العربية السعودية لاحقًا اعترافهما بحركة طالبان كحكومة شرعية لأفغانستان ، تاركة باكستان المجاورة باعتبارها الدولة الوحيدة المتبقية التي تربطها علاقات دبلوماسية.
في 4 أكتوبر 2001، أفيد أن طالبان عرضت سرًا تسليم بن لادن إلى باكستان لمحاكمته في محكمة دولية تعمل وفقًا لأحكام الشريعة الإسلامية. في 7 أكتوبر 2001، اقترحت طالبان محاكمة بن لادن في أفغانستان أمام محكمة إسلامية. تم رفض هذا الاقتراح على الفور من قبل الولايات المتحدة.
في 14 أكتوبر 2001، اقترحت طالبان تسليم بن لادن إلى دولة ثالثة لمحاكمته ، ولكن فقط إذا تم إعطاؤهم أدلة على تورط بن لادن في أحداث 11 سبتمبر 2001.
أقر مجلس الأمن التابع للأمم المتحدة، في 16 يناير 2002، بالإجماع حظر أسلحة وتجميد الأصول التي يمكن تحديدها والتي تخص بن لادن والقاعدة وطالبان المتبقين.

### بدأ العمليات القتالية

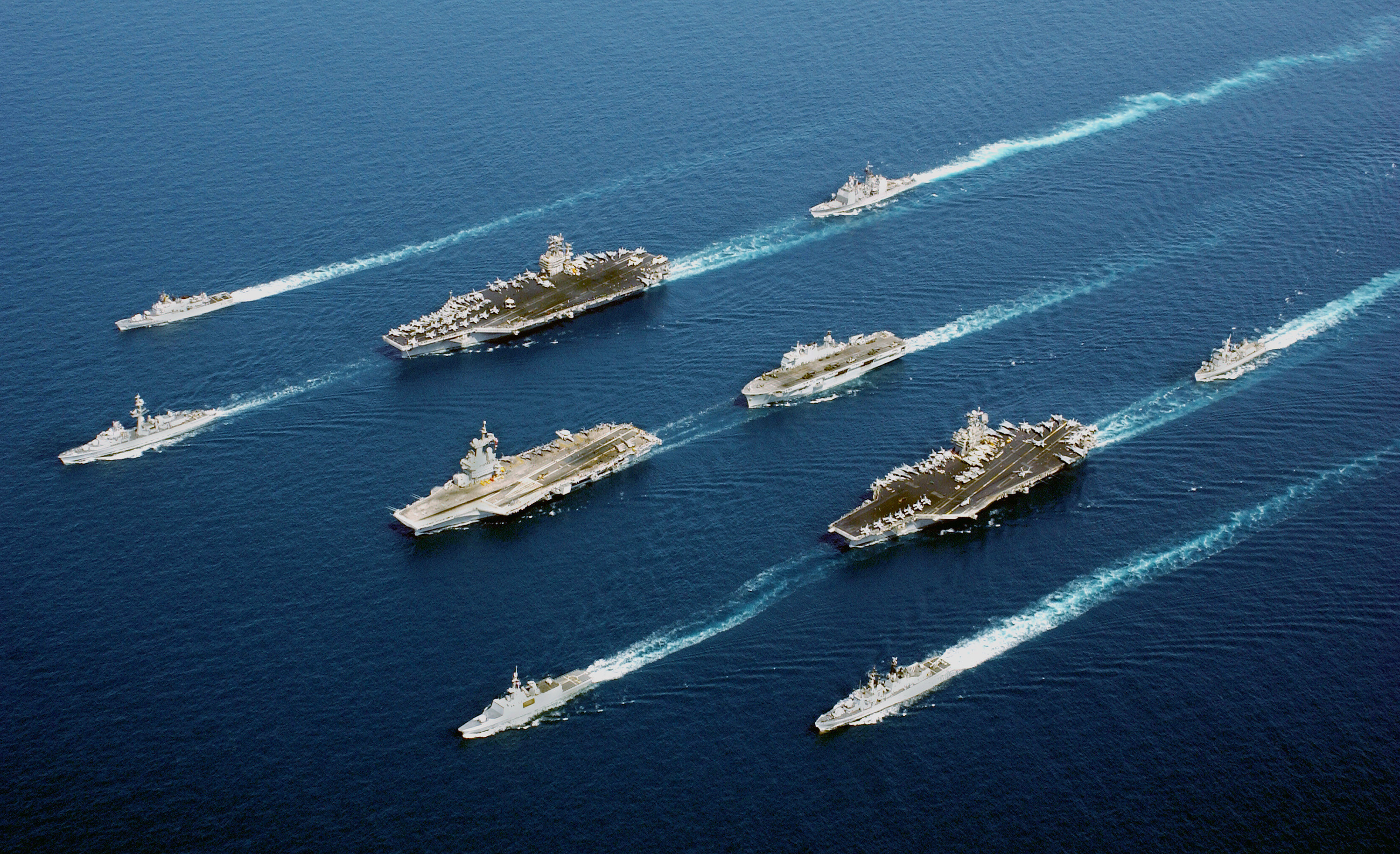
أسطول متعدد الجنسيات يضم 5 دول خلال عملية الحرية الدائمة في بحر عمان. في أربعة أعمدة تنازلية، من اليسار إلى اليمين: ؛ ، ؛ ، ، HNLMS فان أمستل ولويجي دوراند دي لا بيني

بدأت الطائرات الحربية الأمريكية والبريطانية يوم الأحد 7 أكتوبر 2001 باستهداف قوات طالبان والقاعدة. تم إطلاق صواريخ كروز من السفن الحربية.
قاتل التحالف الشمالي، بمساعدة فرق العمليات الخاصة المشتركة المكونة من القبعات الخضراء من مجموعة القوات الخاصة الخامسة، وأعضاء أطقم الطائرات من فوج طيران العمليات الخاصة رقم 160 (SOAR) ، ومراقبي القوات الجوية القتالية ، ضد طالبان. بمساعدة القصف الأمريكي والانشقاقات الضخمة، استولوا على مزار الشريف في 9 نوفمبر. ثم سيطروا بسرعة على معظم شمال أفغانستان، وسيطروا على كابول في 13 نوفمبر بعد أن فرت طالبان بشكل غير متوقع من المدينة. اقتصرت حركة طالبان على منطقة أصغر وأصغر، مع كوندوز، آخر مدينة تسيطر عليها طالبان في الشمال ، تم الاستيلاء عليها في 26 نوفمبر. فر معظم مقاتلي طالبان إلى باكستان.
واستمرت الحرب في جنوب البلاد حيث انسحبت طالبان إلى قندهار. بينما في قندهار وافقت طالبان على الاستسلام لكن الصفقة رفضها وزير الدفاع دونالد رامسفيلد لأنها كانت ستمنح العفو لزعيم طالبان الملا محمد عمر. بعد سقوط قندهار في ديسمبر، واصلت فلول طالبان والقاعدة تصاعد المقاومة. وفي الوقت نفسه ، في نوفمبر 2001، أنشأ الجيش الأمريكي والقوات المتحالفة معه أول قاعدة برية في أفغانستان إلى الجنوب الغربي من قندهار، والمعروفة باسم كامب رينو.
وقعت معركة تورا بورا، التي شاركت فيها القوات الأمريكية والبريطانية وقوات التحالف الشمالي في ديسمبر 2001 لتدمير حركة طالبان وتنظيم القاعدة المشتبه به في أفغانستان. في أوائل مارس 2002، نفذ الجيش الأمريكي، إلى جانب القوات العسكرية الأفغانية المتحالفة، عملية كبيرة لتدمير القاعدة في عملية أطلق عليها اسم عملية أناكوندا .
تم تنفيذ العملية من قبل عناصر من الفرقة الجبلية العاشرة للولايات المتحدة، الفرقة 101 المحمولة جواً، مجموعات القوات الخاصة الأمريكية TF 11 ، TF Bowie ، TF Dagger  TF K-Bar، مشاة البحرية الملكية البريطانية ،النرويجية فورسفاريتس سبيسيالكوماندو ،هيرينز جيغيركوماندو وMarinejegerkommandoen ، كتيبة المشاة الخفيفة الكندية الثالثة التابعة للكتيبة الكندية الأميرة باتريشيا، وقوة المهام المشتركة الكندية 2، وKSK الألمانية ، وعناصر من كتيبة الخدمة الجوية الخاصة الأسترالية والخدمة الجوية الخاصة النيوزيلندية والجيش الوطني الأفغاني .
بعد أن تمكنت من الهروب من القوات الأمريكية طوال صيف عام 2002، بدأت فلول طالبان تدريجيا في استعادة ثقتهم. عملية بقيادة الولايات المتحدة وكندا (بدعم من القوات البريطانية والهولندية)، تم إطلاق عملية اقتحام الجبل في مايو 2006 لمواجهة تمرد طالبان المتجدد.
منذ يناير 2006، اضطلعت قوة المساعدة الأمنية الدولية التابعة لحلف الناتو بواجبات قتالية من عملية الحرية الدائمة في جنوب أفغانستان، وقوات الناتو المكونة أساسًا من القوات البريطانية والكندية والهولندية (وبعض المساهمات الأصغر من الدنمارك ورومانيا وإستونيا والدعم الجوي من النرويج وكذلك الدعم الجوي والمدفعي من الولايات المتحدة) ( انظر مقال عمليات التحالف القتالية في أفغانستان عام 2006 ). ينفذ جيش الولايات المتحدة أيضًا عمليات عسكرية منفصلة عن الناتو كجزء من عملية الحرية الدائمة في أجزاء أخرى من أفغانستان، في مناطق مثل قندهار وباغرام وكابول (بما في ذلك كامب إيغرز ومعسكر فينيكس .)

### الدعم الدولي
تلقت الولايات المتحدة الدعم من عدة دول خلال عملية الحرية الدائمة (OEF) في أفغانستان في 2001-2003 وفي عمليات التحالف اللاحقة بشكل مباشر أو غير مباشر لدعم عملية الحرية الدائمة. انظر مقال ترتيب حرب أفغانستان للمعركة من أجل الترتيب الحالي لقوات التحالف في أفغانستان.

### النتيجة

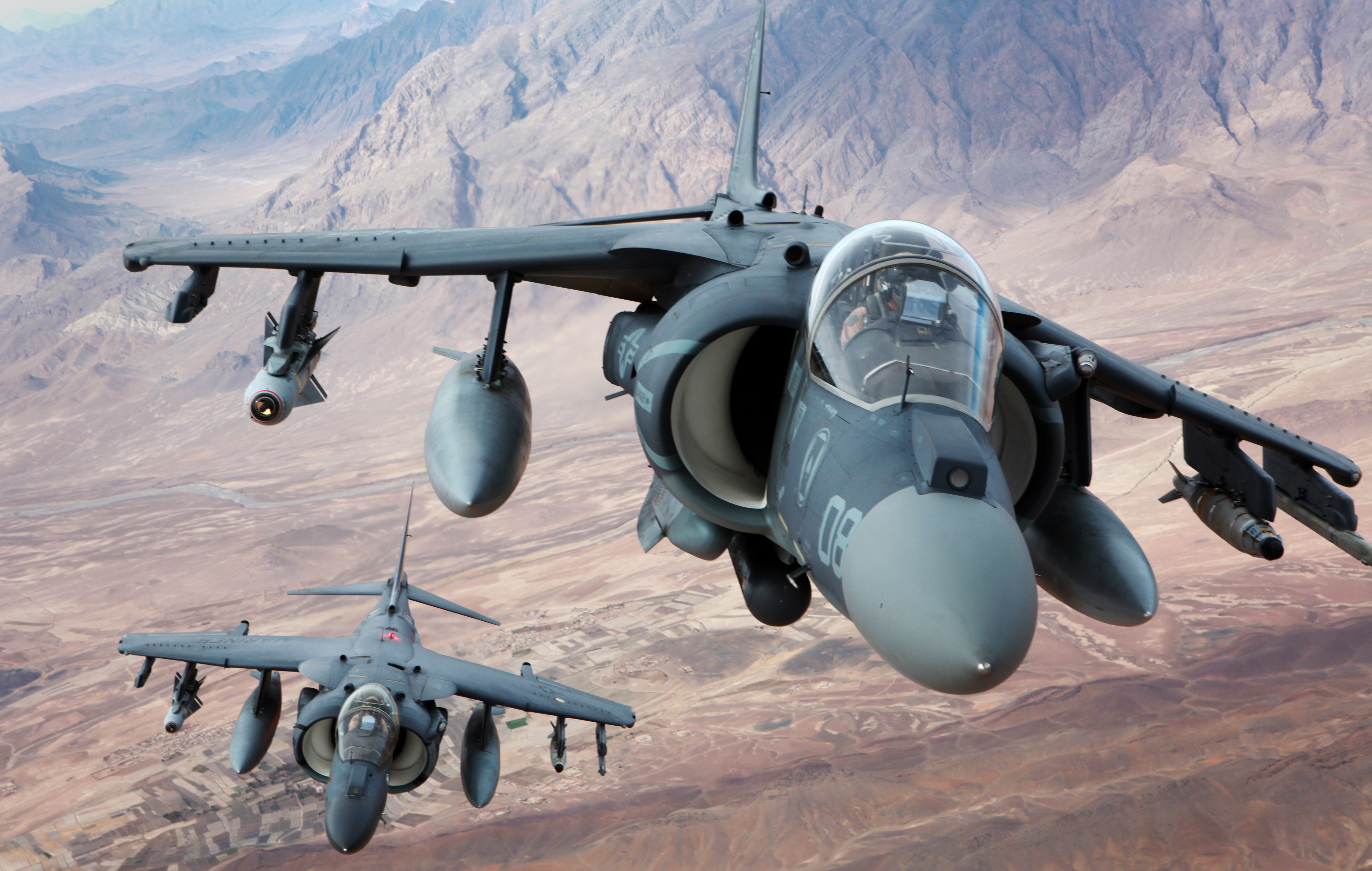
توفر AV-8B Harrier IIs من VMA-231 التابعة لسلاح مشاة البحرية الأمريكية دعمًا جويًا وثيقًا فوق مقاطعة هلمند في ديسمبر 2012.

أطاح التحالف الذي تقوده الولايات المتحدة في البداية بطالبان من السلطة وشل حركة القاعدة والمتشددين المرتبطين بها في أفغانستان. ومع ذلك ، تعثر النجاح في قمع تمرد طالبان منذ غزو عام 2001. مع استمرار الحرب ، أثبتت حركة طالبان أنه لا يمكن هزيمتها أيضًا بفضل الملاذ الآمن في باكستان المجاورة.
في 9 أكتوبر 2004، انتخبت أفغانستان حامد كرزاي رئيسًا في أول انتخابات مباشرة لها. في العام التالي ، أجرى الأفغان الانتخابات البرلمانية الأفغانية لعام 2005 في 18 سبتمبر. منذ الغزو، شُيِّدت مئات المدارس والمساجد ، ووزعت مساعدات بملايين الدولارات، وقلّ وقوع العنف.
بينما اعترضت القوات العسكرية المتمردين وضمنت شكلاً من أشكال الأمن، تم تكليف فرق إعادة الإعمار الإقليمية ببناء البنية التحتية ، مثل تشييد الطرق والجسور ، وتقديم المساعدة أثناء الفيضانات، وتوفير الغذاء والماء للاجئين. شارك العديد من أمراء الحرب في برنامج الولاء ، واعترفوا رسميًا بشرعية حكومة أفغانستان ، وسلموا جنودهم وأسلحتهم رسميًا. أدت الإجراءات اللاحقة إلى تساؤلات حول ولاءاتهم الحقيقية.
تم تدريب الجيش الوطني الأفغاني والشرطة الوطنية الأفغانية وشرطة الحدود الأفغانية لتولي مهمة تأمين أمتهم.
في 31 ديسمبر 2014، اختتمت عملية الحرية الدائمة، ونجحت من قبل عملية حارسة الحرية في 1 يناير 2015.
في عام 2020، غادرت الولايات المتحدة أفغانستان لطالبان بموجب اتفاقية تضمن ممرًا آمنًا للقوات الأمريكية خارج البلاد بحلول منتصف عام 2021. في 15 أغسطس 2021، عادت أفغانستان إلى أيدي طالبان، مع انسحاب القوات الأمريكية والقوات المتحالفة من مطار كابول.

### إنتقادات
اقترحت الصحف المتشددة في إيران وعلماء الدين في لبنان أن «الإمبريالية اللانهائية»، أو «الغطرسة اللانهائية»، أو «الظلم اللامتناهي» ربما كانت الاسم الأنسب للعملية.
وكالة فرانس برس في تقرير عن قصة إخبارية يوم الأحد، 3 أبريل / نيسان 2004، عدد مجلة نيويوركر،  كتب أن العقيد المتقاعد هي روثستين، «الذي خدم في القوات الخاصة للجيش لأكثر من 20 عامًا، من قبل البنتاغون لدراسة الحرب في أفغانستان خلص الصراع إلى خلق الظروف التي أعطت»أمراء الحرب واللصوصية وإنتاج الأفيون فرصة جديدة للحياة
تعرض سلوك القوات الأمريكية لانتقادات في تقرير بعنوان الحرية الدائمة - انتهاكات من قبل القوات الأمريكية في أفغانستان من قبل منظمة هيومن رايتس ووتش ومقرها الولايات المتحدة في عام 2004. كما قدم بعض العلماء الباكستانيين، مثل مسعود أشرف رجا، محرر موقع باكستانيات، شكلاً أكثر تحديدًا من النقد الذي يتعلق بعواقب الحرب العالمية على الإرهاب على المنطقة.

## عملية الحرية الدائمة - الفلبين (OEF-P)

### مجموعة أبو سياف
تعتبر جماعة أبو سياف (ASG) الحركات الإسلامية «منظمة إرهابية أجنبية» من قبل حكومة الولايات المتحدة. على وجه التحديد، هي جماعة إسلامية انفصالية مقرها في وحول الجزر الجنوبية لجمهورية الفلبين ، وفي المقام الأول جولو وباسيلان ومينداناو.
منذ إنشائها في أوائل التسعينيات، نفذت الجماعة تفجيرات واغتيالات وخطف وابتزاز في معركتها من أجل دولة إسلامية مستقلة في غرب مينداناو وأرخبيل سولو . هدفها الشامل هو إنشاء دولة إسلامية عظمى عبر أجزاء الملايو من جنوب شرق آسيا ، تمتد من الشرق إلى الغرب، جزيرة مينداناو الكبيرة، أرخبيل سولو (جزر باسيلان وجولو)، جزيرة بورنيو الكبيرة (ماليزيا) وإندونيسيا) وبحر الصين الجنوبي وشبه جزيرة الملايو (شبه جزيرة ماليزيا وتايلاند وميانمار).

### الجماعة الإسلامية
الجماعة الإسلامية هي منظمة إرهابية إسلامية متشددة مكرسة لإنشاء نظام ثيوقراطي إسلامي أصولي في جنوب شرق آسيا ، ولا سيما إندونيسيا وسنغافورة وبروناي وماليزيا وجنوب تايلاند والفلبين. استخدمت الجماعة الإسلامية في الأصل الوسائل السلمية لتحقيق أهدافها ، لكنها لجأت لاحقًا إلى الإرهاب بسبب صلاتها بالقاعدة.
تم العثور على روابط مالية بين الجماعة الإسلامية والجماعات الإرهابية الأخرى، مثل أبو سياف والقاعدة. الجماعة الإسلامية تعني «الجماعة الإسلامية» أو «المجتمع الإسلامي» وغالبًا ما يتم اختصارها «الجماعة الإسلامية».
يعتقد أن الجماعة الإسلامية قتلت مئات المدنيين. كما يشتبه في أنها نفذت تفجير سيارة مفخخة في بالي في 12 أكتوبر / تشرين الأول 2002 ، حيث هاجم انتحاريون ملهى ليلي مما أسفر عن مقتل 202 شخص وجرح عدد أكبر. وكان معظم الضحايا من السياح الأستراليين. بعد هذا الهجوم، صنفت وزارة الخارجية الأمريكية الجماعة الإسلامية على أنها منظمة إرهابية أجنبية. كما يشتبه في أن الجماعة الإسلامية نفذت تفجيرات زامبوانجا وتفجيرات مانيلا الكبرى وتفجير السفارة الأسترالية عام 2004 وتفجير بالي الإرهابي عام 2005 .

### إجراءات الولايات المتحدة
في يناير 2002، تم نشر 1200 عنصر من قيادة العمليات الخاصة الأمريكية ، المحيط الهادئ (SOCPAC) في الفلبين لمساعدة القوات المسلحة الفلبينية في اقتلاع القاعدة والجماعة الإسلامية وأبو سياف. تم تكليف أعضاء SOCPAC بالمساعدة في العمليات العسكرية ضد القوات الإرهابية وكذلك العمليات الإنسانية لجزيرة باسيلان، حيث كان من المتوقع حدوث معظم الصراع.
قامت وحدة القوات الخاصة الأمريكية (SF) بتدريب وتجهيز القوات الخاصة وحراس الاستطلاع من القوات المسلحة الفلبينية، وإنشاء شركة Light Reaction (LRC) . تم نشر LRC وعناصر من SOCPAC في باسيلان عند الانتهاء من تدريبهم. كانت الأهداف المعلنة للانتشار هي حرمان جماعة ASG من الملاذ الآمن، والمراقبة، والسيطرة، وحرمان طرق ASG، ومراقبة القرى الداعمة والموظفين الرئيسيين، وإجراء تدريب محلي للتغلب على نقاط ضعف القوات المسلحة الفلبينية والحفاظ على قوة القوات المسلحة الفلبينية، ودعم عمليات القوات الضاربة التابعة للقوات المسلحة الفلبينية ( LRC) في منطقة المسؤولية (AOR)، وإجراء ودعم عمليات الشؤون المدنية في منطقة المسؤولية.

### النتيجة
وكانت النتيجة المرجوة هي أن تكتسب القوات المسلحة الفلبينية القدرة الكافية لتحديد مكان وتدمير الأمين العام المساعد، واستعادة الرهائن وتعزيز شرعية الحكومة الفلبينية. كان جزء كبير من العملية ناجحًا: تم طرد ASG من باسيلان وتم استرداد رهينة أمريكي واحد. تم تقليص صفوف جماعة أبو سياف، التي كانت تضم في السابق أكثر من 800 عضو، إلى أقل من 100. الجزء الإنساني من العملية، عملية الابتسامات، أنشأ 14 مدرسة و7 عيادات و3 مستشفيات وقدمت الرعاية الطبية لأكثر من 18000 من سكان باسيلان. تمكنت الجماعات الإنسانية من مواصلة عملها دون خوف من المزيد من عمليات الخطف والهجمات الإرهابية من قبل جماعة أبو سياف.

## عملية الحرية الدائمة - القرن الأفريقي (OEF-HOA)
على عكس العمليات الأخرى الواردة في عملية الحرية الدائمة، ليس لدى OEF-HOA منظمة إرهابية محددة كهدف. وبدلاً من ذلك ، تركز OEF-HOA جهودها لتعطيل وكشف الأنشطة الإرهابية في المنطقة والعمل مع الدول المضيفة لإنكار عودة ظهور الخلايا والأنشطة الإرهابية. بدأت العمليات في منتصف عام 2002 في معسكر ليمونير من قبل قوة مهام العمليات الخاصة المشتركة (CJSOTF) مدعومة بقوات دعم من فورت ستيوارت وفورت هود وفورت ستوري . في أكتوبر 2002 ، تم إنشاء قوة المهام المشتركة ، القرن الأفريقي ( CJTF-HOA ) في جيبوتي في معسكر ليمونير، وتسلم المسؤوليات من CJSOTF. تتألف فرقة العمل المشتركة بين القوات المشتركة (CJTF-HOA) من حوالي 2000 فرد بما في ذلك الجيش الأمريكي وقوات العمليات الخاصة (SOF) وأعضاء قوات التحالف، فرقة العمل المشتركة 150 (CTF-150). تتكون قوة التحالف من سفن من أستراليا وكندا وفرنسا وألمانيا وهولندا والهند وإيطاليا وباكستان ونيوزيلندا وإسبانيا وتركيا والمملكة المتحدة. الهدف الأساسي لقوات التحالف هو المراقبة والتفتيش والصعود ووقف الشحنات المشتبه بها من دخول منطقة القرن الأفريقي. منذ عام 2003، ينفذ الجيش الأمريكي أيضًا عمليات تستهدف المقاتلين المرتبطين بالقاعدة في الصومال، وبحسب ما ورد قتلت هذه العمليات ما بين 113 و136 مسلحًا بحلول أوائل عام 2016. في 7 مارس / آذار 2016، قُتل 150 آخرون في غارات جوية أمريكية على معسكر تدريب لحركة الشباب شمال مقديشو.
كرست قوة المهام المشتركة - منطقة القرن الأفريقي غالبية جهودها لتدريب وحدات القوات المسلحة المختارة لبلدان جيبوتي وكينيا وإثيوبيا على تكتيكات مكافحة الإرهاب ومكافحة التمرد. تشمل الجهود الإنسانية التي تبذلها قوة المهام المشتركة في القرن الأفريقي إعادة بناء المدارس والعيادات الطبية، فضلاً عن تقديم الخدمات الطبية لتلك البلدان التي يتم تدريب قواتها. يتوسع البرنامج كجزء من مبادرة مكافحة الإرهاب عبر الصحراء حيث يساعد أفراد قوة المهام المشتركة أيضًا في تدريب قوات تشاد والنيجر وموريتانيا ومالي.

### عمل أمريكي
«عملية الحرية الدائمة»
- 7 أكتوبر 2001 - 28 ديسمبر 2014
- قتلى التحالف الأمريكي: 3486 قتيلا

رقعة القوة الدولية للمساعدة الأمنية (إيساف)

- طالبان / القاعدة: 25،500-40،500 قتيل

نفذ التحالف عمليات مكافحة القرصنة طوال عام 2006 في معركة خاضها في مارس عندما هاجم القراصنة السفن الأمريكية. في يناير 2007، أثناء الحرب في الصومال، تم شن غارة جوية من طراز إيه سي -130 ضد أعضاء القاعدة الملحقة بقوات اتحاد المحاكم الإسلامية (ICU) العاملة في جنوب الصومال بالقرب من رأس كمبوني. تمركزت القوات البحرية الأمريكية، بما في ذلك حاملة الطائرات يو إس إس دوايت دي أيزنهاور، قبالة سواحل الصومال لتقديم الدعم ومنع أي من قوات القاعدة من الهروب عن طريق البحر. كما حدثت إجراءات ضد القراصنة في يونيو / حزيران وأكتوبر / تشرين الأول 2007 مع نجاحات متفاوتة.
«عملية الدعم الحازم / حراسة الحرية»
- 1 يناير 2015 - حتى الآن
- خسائر التحالف الأمريكي: 1 يناير 2015 - حتى الآن | 70 قتيل عرضة للتغيير [74]
- طالبان / القاعدة:

اعتبارًا من 1 يناير 2015، أعلن وزير الدفاع هاجل أن المهمة الأمريكية الجديدة في أفغانستان ستركز على تدريب وإرشاد ومساعدة قوات الأمن الأفغانية وتم تصنيفها على أنها عملية الحرية الحارس. 19 من المتوقع وصول حوالي 13500 جندي أمريكي إلى أفغانستان حتى عام 2015 وسيساعدهم جنود من حلفاء الناتو.

## أوسمة عسكرية
منذ عام 2002، أنشأ الجيش الأمريكي جوائز وأوسمة عسكرية تتعلق بعملية الحرية الدائمة
- ميدالية حملة أفغانستان

أنشأ الناتو أيضًا وسامًا عسكريًا يتعلق بعملية الحرية الدائمة:
- غير العاملة بموجب المادة 5 ايساف ميدالية الناتو

## روابط خارجية
- مؤسسة الحرية الدائمة
- مورثي ، نيليش (6 يوليو 2016). «أوباما يزيد القوات الأمريكية للبقاء في أفغانستان ما بعد 2016» . بوليتيفاكت .
- Koontz، المحرر (2008). Enduring Voices: Oral Histories of the US Army Experience in Afghanistan, 2003–2005. Washington, DC: مركز التاريخ العسكري لجيش الولايات المتحدة. CMH Pub 70-112-1. مؤرشف من الأصل في 2021-12-15. النص الكامل متاح على الإنترنت